# Praça da Liberdade
Praça da Liberdade (in italiano: Piazza della Libertà) è una piazza del quartiere Savassi della città brasiliana di Belo Horizonte, capitale dello stato di Minas Gerais. La piazza si trova presso l'incrocio di quattro strade principali:
- Cristóvão Colombo
- Brasil
- Bias Fortes
- João Pinheiro

La costruzione della piazza iniziò con la fondazione della nuova capitale del Minas Gerais (1895-1897). Situata nel punto più alto dell'area iniziale della città (delimitata dall'Avenida do Contorno), la piazza fu progettata per ospitare la sede del potere di Minas Gerais. Gli edifici del Palazzo del Governo e delle prime Segreterie di Stato seguirono la tendenza dell'epoca - stile eclettico con elementi neoclassici. Nel corso degli anni, sono stati costruiti intorno alla piazza edifici di diversi stili architettonici.
Negli anni '40, lo stile art déco con rivestimento in polvere di pietra del Palazzo Cristo Rei. Negli anni Cinquanta e Sessanta si sono aggiunti al complesso edifici moderni, come l'Edifício Niemeyer e la Biblioteca Pubblica, entrambi progettati da Oscar Niemeyer, e l'Edificio Mape, progettato da Sylvio de Vasconcellos. Negli anni Ottanta, in stile postmoderno, è stato inaugurato l'edificio noto come "Rainha da Sucata", che dal 2020 ospita la Casa Funarte Liberdade.
Questa piazza, insieme a Praça Raul Soares e Praça Sete de Setembro, è tra le più importanti della città.
L'insieme architettonico e paesaggistico di Praça da Liberdade è stato classificato dall'IEPHA il 2 giugno 1977. Il provvedimento riguarda quindi gli edifici del centro civico - il Palácio da Liberdade e le ex segreterie di Stato - e si estende ai giardini, ai laghi, ai viali, alle fontane e ai monumenti della piazza, nonché alle facciate di vari edifici nei suoi dintorni.

## Monumenti ed edifici
- Palácio da Liberdade, in stile neoclassico
- Centro Cultural Banco do Brasil
- Memorial Minas Gerais Vale
- Museo delle Miniere e del Metallo
- Biblioteca Statale del Minas Gerais
- Palácio Cristo Rei
- Edifício Niemeyer